# Herman Devries

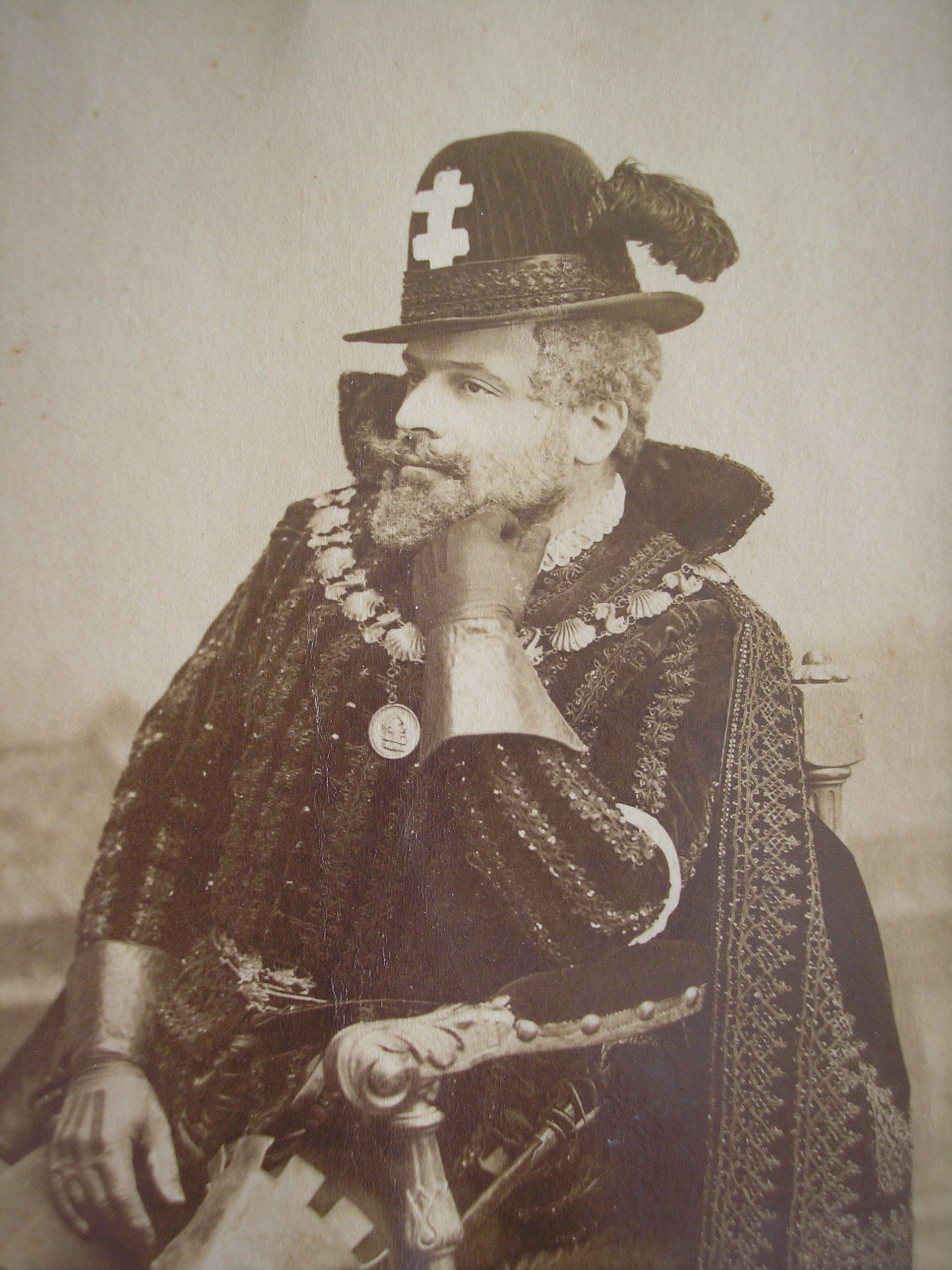
rechts/Herman Devries in circa 1893

Herman Devries (New York, 25 december 1855 of 1858 – Chicago, 24 augustus 1949 was een Amerikaans bariton/bas van Nederlandse komaf.
Hij was zoon van zangersechtpaar Rosa de Vries-van Os en David Devries. Zusters Jeanne Devries en Fides Devries en broers Marcel Devries en Maurice Devries waren eveneens zangers. Zijn tweede echtgenote was zijn leerlinge Hattie Devries (Hattie Adler, overleden in 1944, 72 jaar oud) opgeleid in Parijs en ook Berlijn tot zangeres en lerares van onder andere Betty Jaynes. Zoon Rene Devries was jarenlang associate editor van de Musical Courier.
Deze Devries studeerde bij Gabriel Fauré in Parijs. Hij maakte aldaar ook zijn debuut bij de Opéra de Paris; het is dan 1878. Hij zou er ook dirigent zijn geweest van het koor van die opera-instelling, hetgeen mede te danken zou zijn aan zijn (in Frankrijk) bekende familie. Hij nam in Parijs deel aan de uitvoeringenreeks na de première van Mignon van Ambroise Thomas; hij vertolkte in 1880 de rol van Lothario in theater Opéra-Comique. Hij sloot zich aan bij de opera in Marseille (1881-1883), Rouen (1883-1884) en bij het gezelschap van de Koninklijke Muntschouwburg in Brussel (1886-1887).  Even later was hij in Bordeaux te vinden.
Hij trok naar de Verenigde Staten, waarbij hij tussen 1898 en 1900 deel uitmaakte van het gezelschap van de Metropolitan Opera in New York. Hij vestigde zich in 1909 in Chicago. Hij sloot zijn leven daar af als muziekleraar, tussen 1914/1915 en 1944 muziekcriticus van de Chicago Herald-American en uitgever in Chicago. Hij gaf ook lezingen in en om Chicago over muziek, zoals in 1932 voor de "Chicago Artists' Association" over Georges Bizet met wie hij een levenslange vriendschap had, nadat hij ook enige tijd les van hem had gehad. Mevrouw Devries luisterde de lezingen soms op met het "Devries Vocal Ensemble", waarvan zij dirigent was.